# Gwathló
El Gwathló o Fontegrís (Grey Flood en el original inglés) o es un río del mundo ficticio creado por el escritor británico J. R. R. Tolkien. Es un importante cauce del oeste de la Tierra Media, formado por la confluencia de los ríos Mitheithel y Glanduin. Vuelca sus aguas hacia el sur para desembocar en el mar en Lond Daer y divide las regiones de Enedwaith y Minhiriath.

## Historia ficticia
De gran importancia estratégica, el Gwathló era el río que comunicaba el puerto de Lon Daer con Tharbad y sus aguas, que surcaban por llanuras sin montañas por debajo de Tharbad; eran ideales para el tráfico fluvial. Por allí, en la Segunda Edad, el almirante númenóreano Ciryatur llevó parte de sus tropas hasta la gran batalla contra Sauron que se libró en Tharbad. Más tarde los reinos de Gondor y Arnor lo usaron para el transporte de mercaderías, tropas y pertrechos militares.
Este interés estratégico del río llevó a los Númenóreanos a realizar grandes obras de drenaje en su curso superior y la construcción de diques para la construcción del Gran Puerto Fluvial de Tharbad; y aunque, debido a la tala indiscriminada, el río carecía de sus características originales; siguió siendo importante hasta el terrible invierno de 2912 TE.
En 3018 TE, Boromir, miembro de la Comunidad del Anillo, cruzó el río a la altura de Tharbad en su viaje a Rivendel para unirse al Concilio de Elrond, allí perdió su caballo, debiendo continuar a pie por las peligrosas tierras de Eregion

## Etimología del nombre
Originalmente el río recibió el nombre de Gwathir o “Río de las Sombras”, puesto que antes de la colonización Númenóreana, corría entre los extensos bosques que cubrían las regiones de Enedwaith y Minhiriath. Compuesto por la palabra Sindarin Gwath Que significa "Sombra", raíz WATH; y Sîr, por lenición Hir que significa "río", raíz SIR-
En la Tercera Edad se cambió el nombre puesto que los hombres de Gondor pensaron que la naciente del río estaba ubicada en los grandes pantanos de Nîn-in-Eilph, pasándose a llamar Gwathló es decir “el Río Sombrío de las Ciénagas”, Formado por la misma palabra Gwath y la palabra Lô Que según Tolkien significaba “(...)‘húmedo (y suave), empapado, pantanoso, etc.’”; raíz LOG